# Jutta Günther
Jutta Günther (née le 20 mai 1938 à Munich) est une actrice allemande.

## Biographie
Avec sa sœur jumelle Isa Günther, Jutta Günther commence sa carrière cinématographique en 1950 dans Petite Maman, adaptation du livre pour enfants d'Erich Kästner.
Si ce film réalisé par Josef von Baky est un succès au box-office et est le premier film à remporter le Filmband in Gold (de), les films suivants sont plutôt oubliés.
Les jumelles Günther mettent fin à leur carrière cinématographique à 20 ans.

## Filmographie

### Cinéma
- 1950 : Petite Maman (Das doppelte Lottchen) : Lotte Körner
- 1952 : Die Wirtin von Maria Wörth : Jutta
- 1953 : Ich und meine Frau : Victoria Naglmüller
- 1954 : Le Premier Baiser : Gretel
- 1954 : An jedem Finger zehn : Une dame dans le public
- 1955 : Du bist die Richtige : Toni Selby
- 1956 : La Fée du Bodensee (Die Fischerin vom Bodensee) : Fanny Schweizer
- 1956 : Liebe, Sommer und Musik : Bettina Bertoni
- 1957 : Vier Mädels aus der Wachau : Gretl
- 1957 : Die Zwillinge vom Zillertal : Reserl
- 1958 : Der Sündenbock von Spatzenhausen : Inge